# Руна Сандвік
Руна Аґата Сандвік (норв. Runa Agate Sandvik) — норвезька експертка з комп'ютерної безпеки, відома як прихильниця міцного шифрування. У березні 2016 року стала головним директором з інформаційної безпеки The New York Times і прихильником застосування сигналу для обміну за допомогою повідомленнь зі смартфонів.

## Особисте життя
Вона придбала свій перший комп'ютер у п'ятнадцятирічному віці..
Сандвік вивчала інформатику в Норвезькому університеті природничих та технічних наук у 2006 — 2010 роках.
У 2014 році Сандвік вийшла заміж за Майкла Оґера, і разом вони побудували будинок у Вашингтоні, Колумбія

## Мережа анонімності
Сандвік була першою винахідницею мережі анонімності Tor, кооперативної установи, яка допомагає особам заплутати інтернет-протокол під час доступу до Інтернету.

## Фонд Свободи Преси
Сандвік - технічна радниця Фонду свободи преси.

## Чорний капелюх Європи
Вона виступає у складі комісії Black Hat Europe.

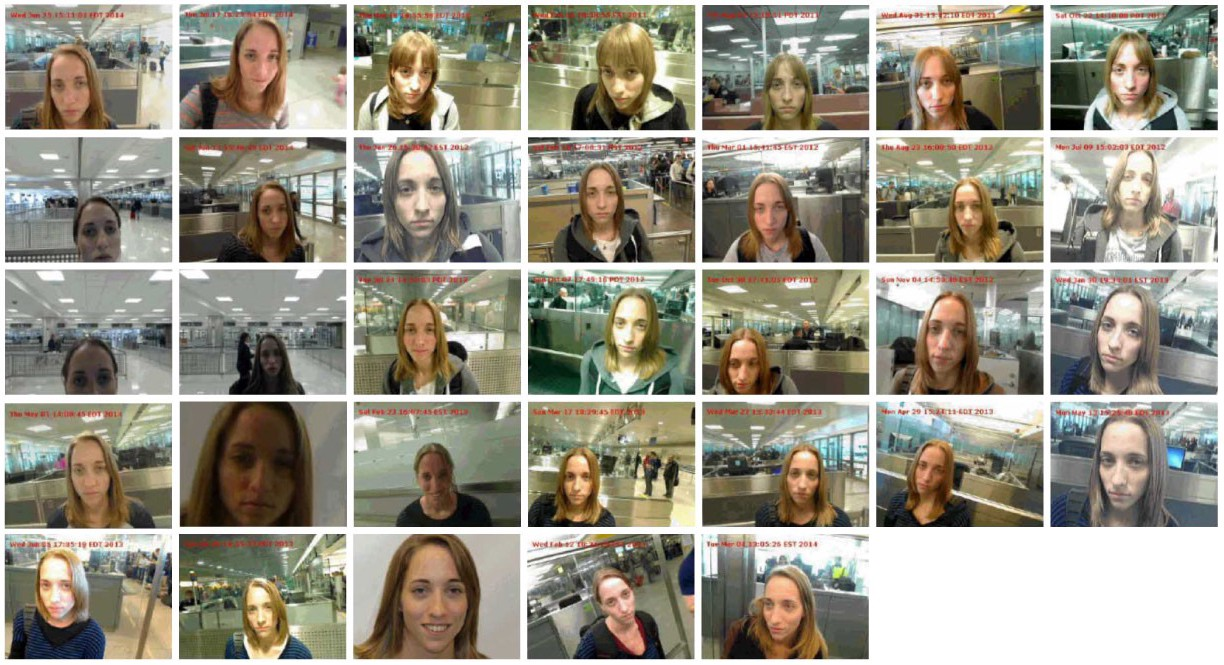
33 фотографії DHS, придбані через FOIA

## Інтерв'ю з Едвардом Сноуденом
Сандвік взяла інтерв'ю в Едварда Сноудена у травні 2014 року.

## Запити на свободу доступу до інформації
У лютому 2015 року компанія Сандвік подала документи про себе через запити FOIA. 

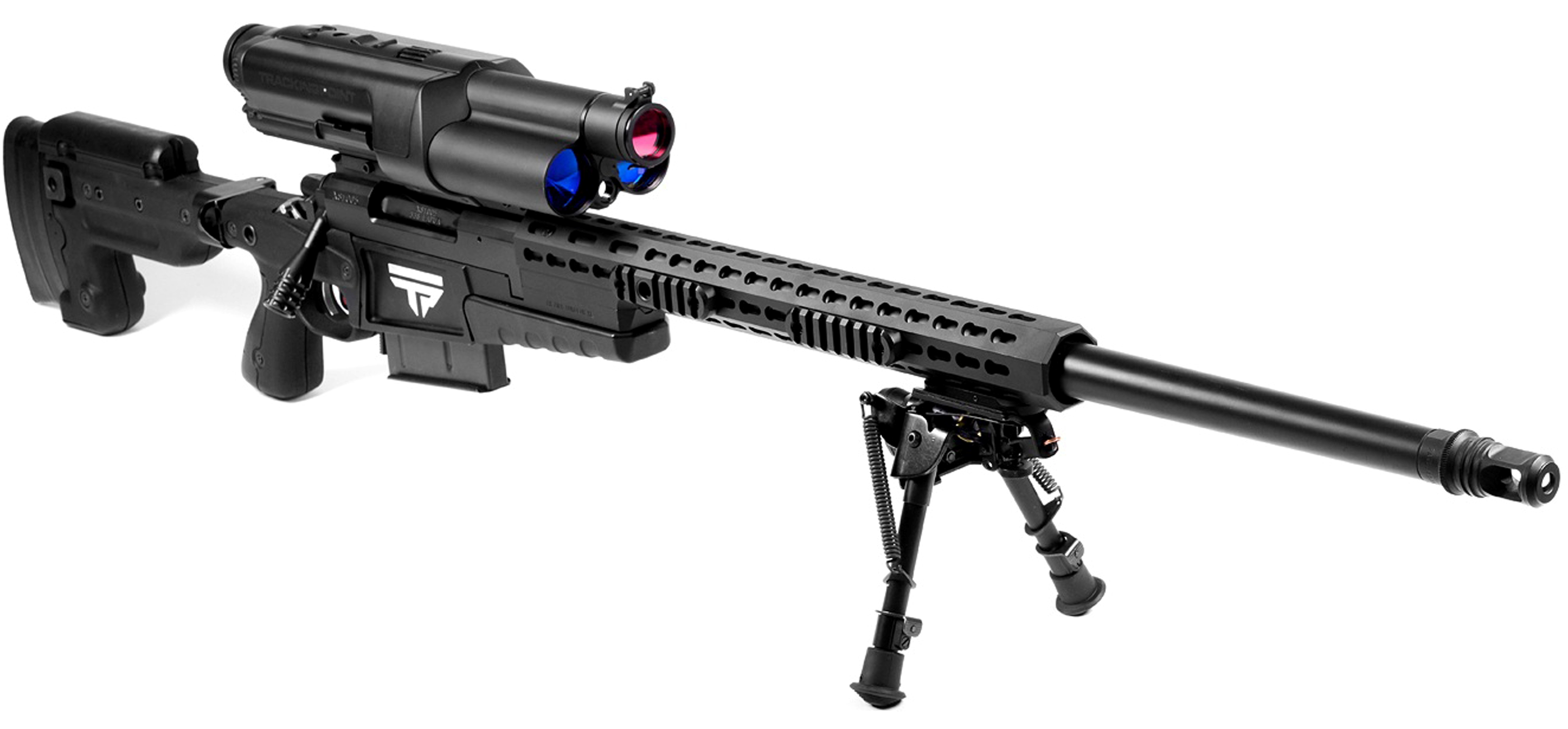
Сандвік та Оґер продемонстрували, що прицільний комп'ютер з точним керованим вогнепальною зброєю TrackingPoint XS1 був вразливий для третіх осіб.

## Продемонстрували, як спритні гвинтівки можуть бути зламані на віддаленій дистанції
Сандвік  зі своїм чоловіком Оже продемонстрували, як спритні рушниці з віддаленим доступом можуть бути зламані на дистанції. Снайперська гвинтівка TrackingPoint вартістю $ 13,000 обладнана вбудованим комп'ютером із Linux. Відповідно до журналу Wired, під час використання комп'ютеру новачком можна успішно вцілити, хоча вимагали б досвідченого стрільця. Однак виробники розробляли прицільний комп'ютер з  WiFi, тому стрілок міг завантажувати власні відео. Сандвік і Аугер виявили, що вони можуть ініціювати інтерпретатор командного рядка оболонки Unix, і використовувати його для зміни параметрів комп'ютеру, який завжди буде пропускати свої цілі. Вони виявили, що досвідчений хакер може використовувати оболонку для отримання кореневого доступу. Отримання кореневого доступу дозволило інтерлоперу стерти все програмне забезпечення прицільного комп'ютеру - " цегерування " прицільного комп'ютера.

## Ініціативи вNew York Times
Сандвік докладала зусилля, щоб The New York Times був службою Tor Onion. Це б відкрило працівникам і читачам « Таймс» доступ до сайту газети та перешкодило нав'язливому уряду.